# Konglish
El konglish (en hangul, 콩글리시; romanización revisada, konggeullisi), formalmente conocido como inglés de estilo coreano (en hangul, 한국어식 영어; en hanja, 韓國語式英語; romanización revisada, hangugeo-sik yeongeo), es un estilo de inglés utilizado por hablantes de coreano.
El nombre es un acrónimo de los nombres de los dos idiomas y se registró por primera vez en 1975. Otros términos menos comunes son Korlish (registrado desde 1988), Korenglish (1992), Korglish (2000) y Kinglish (2000). Un ejemplo similar pero con una definición más clara es Singlés, que se origina en Singapur.
Konglish se refiere a los préstamos del inglés que se han apropiado al coreano e incluye muchas palabras en inglés que se usan de maneras que no son fácilmente comprensibles para los hablantes nativos de inglés. Un ejemplo común es el término coreano «hand phone» para el inglés «teléfono móvil». Konglish también tiene préstamos directos en inglés, traducciones erróneas del inglés al coreano o palabras en pseudo-inglés acuñadas en Japón que llegaron al uso del coreano.
El uso del Konglish está muy extendido en Corea del Sur como resultado de la influencia cultural anglófona, pero no es familiar para los norcoreanos. El inglés también se encuentra en los dominios físicos de las principales calles, restaurantes, áreas de compras de arena en Seúl y el resto de Corea del Sur. Sociolingüísticamente, los surcoreanos usarían el inglés para representar la globalización y la juventud.

## Visión general
Una posible explicación detrás de la aceptación de Corea del Sur y la rápida integración del inglés en el idioma y la cultura coreanos puede estar en la actitud general de Corea del Sur hacia la globalización. El aprendizaje del inglés se ha vuelto frecuente en la sociedad surcoreana, lo que Park, en su artículo de 2009, atribuye a tres desarrollos y cualidades principales: la externalización y la necesidad. Park cree que la necesidad proviene de la creencia general coreana de que aprender inglés es imprescindible para tener éxito en el mundo globalizado, mientras que la externalización se refiere a tratar el inglés como el idioma del llamado «otro», opuesto a la identidad coreana. Park también creía que los coreanos podrían pensar que el mundo los considera no competentes en el uso del inglés.
El idioma inglés se ha vuelto tan interpenetrado en el idioma coreano que el inglés constituye más del 90% de los préstamos en el léxico coreano en la actualidad, y continúa habiendo debates entre los lingüistas coreanos sobre si establecer el idioma nacional de Corea del Sur como inglés. sería una decisión prudente en el mundo en proceso de globalización. De hecho, Harkness atribuye este desarrollo en la sociedad surcoreana como un signo de ambivalencia surcoreana hacia su compromiso con el resto del mundo hasta cierto punto.
Sin embargo, por el contrario, Corea del Norte ha sufrido una depuración sistemática de su idioma, eliminando su dependencia de las influencias extranjeras. De hecho, el lenguaje es visto no solo como una herramienta útil para promover su propaganda, sino también como un «arma» para reforzar su ideología y la «construcción del socialismo». Hoy en día, el idioma norcoreano, que se estableció oficialmente como «Munhwaŏ», o «lenguaje culto», en 1966, consta de vocabulario chino-coreano nativizado y ha eliminado los préstamos extranjeros del léxico norcoreano. Estos pasos incluyeron primero su proceso de descolonización en un intento por restablecer una identidad «norcoreana» única, eliminando el idioma y la cultura japoneses que habían penetrado profundamente en la península de Corea durante las décadas de la anexión japonesa. Además, continuó resistiéndose a adoptar palabras prestadas de fuentes extranjeras, especialmente cuando se trataba de inglés; por lo tanto, apenas hay términos «konglish» en el idioma norcoreano, si es que hay alguno.

## Historia
Corea se convirtió en una colonia de Japón entre 1910 y 1945. Durante el período colonial, el japonés fue el idioma principal a través del cual se importaron los términos de comunicación en inglés a Corea, especialmente en momentos en que se prohibía enseñar y hablar coreano. A medida que Japón importó activamente la cultura y la tecnología occidentales en los años siguientes, los primeros préstamos en inglés evolucionaron gradualmente a través de esta influencia japonesa. Por ejemplo, una de las palabras más conocidas es «커피», que proviene de la palabra «café». Después de la Segunda Guerra Mundial, la cultura y el idioma estadounidenses tuvieron una influencia más profunda en los coreanos con la llegada del ejército estadounidense. También aumentó la popularidad del uso del inglés en el idioma coreano. Según los datos en ese momento, hasta el 10% del vocabulario coreano provino y se cambió del inglés. Por lo tanto, Konglish fue adoptado con un uso cada vez mayor durante los 60 años que los Estados Unidos ocuparon Corea.

## Categoría
El konglish es relativamente poco estudiado y también varía en definición entre individuos. Sin embargo, algunos expertos estarían de acuerdo en que su formación es paralela a la de los pidgins y los criollos, pero no se puede definir como esas categorías porque aún no es su propia categoría de inglés, sino una subcategoría del coreano que se conceptualiza en forma de inglés. palabras y frases integradas con el idioma coreano.
Aunque Konglish es ambiguo en su categoría de lingüística, es similar a la definición de «Nuevos Ingleses» de Platt, que se distingue de las formas erróneas o temporales del inglés. Konglish se alinea con los estándares de «Nuevos Ingleses»: desarrollado a través del sistema educativo, desarrollado en un área donde el inglés no es el idioma nativo hablado por la mayoría de la población, utilizado para una variedad de funciones entre los hablantes y ha sido localizado por adoptando alguna característica del lenguaje propia, como patrones de entonación y expresiones.

## Laterales
Muchos coreanos que emigran a los Estados Unidos y aprenden inglés tienen una clara variación coreano-inglés, especialmente en las primeras etapas de adquisición. Una razón por la que esto es así se debe a las diferencias laterales entre los idiomas inglés y coreano, lo que afecta las características articulatorias y acústicas de los idiomas. El inglés americano se describe a menudo con variantes «oscuras», que implican un gesto de contacto alveolar primario, así como un gesto de retracción dorsal secundario. En la mayoría de los casos, el inglés en Estados Unidos se habla con muy poco contacto anterior en la boca y, en cambio, usa el área faríngea superior estrecha con un dorso de la lengua retraído. El lateral coreano, por otro lado, se considera «ligero» en sus características acústicas y articulatorias. Los dos gestos que componen el lateral coreano incluyen el cierre de la punta de la lengua y la palatalización (fonética), que implica la elevación del cuerpo de la lengua.
De acuerdo con el modelo de aprendizaje del habla, aprender un segundo idioma es más fácil en las etapas posteriores de la adquisición para los laterales que son más diferentes que similares porque se pueden reconocer las diferencias en los sonidos del habla con mayor claridad. Esto es cierto para los coreanos que están aprendiendo inglés, ya que usan distintas formas de lengua articuladas, usando un cuerpo de lengua bajo y un dorso de lengua muy retraído para su lateral final de palabra en inglés, similar a los hablantes nativos de inglés.
En los préstamos utilizados en Konglish, el lateral oscuro en inglés a menudo se asigna a los préstamos que usan los coreanos, lo que muestra que los coreanos ven estos préstamos como algo separado del coreano puro, a pesar de que se usan en la vida cotidiana.

## Ejemplos
Estas dos listas de términos konglish, la segunda son palabras prestadas que llegaron a través de la influencia japonesa, están destinadas a contener términos konglish que no son fácilmente comprensibles para un hablante nativo de inglés, similares a los términos wasei-eigo en el idioma japonés. Muchos términos konglish fueron inventados por coreanos a través de abreviaturas no estándar o combinaciones de palabras en inglés o aplicando un nuevo significado o uso a una palabra común en inglés.
- aggro - «acción de pedir ser atacado, ofendiendo a gran escala»
eogeuro (어그로) < aggravation
- air-con - «aire acondicionado»
 «aeo-con»  (에어컨)
- carry - «para llevar el proyecto fallido al éxito sin ayuda»
kaeri (캐리) < carry
- di-ca - «cámara digital»
dika (디카) < digital camera
- eye shopping - «vitriniar»
ai-syoping (아이쇼핑) < eye + shopping
- hand phone - «teléfono móvil»
haendeupon (핸드폰) < hand + phone
- hot dog - «corn dog»
hatdogeu (핫도그) < hot + dog
- hunting - «buscando una cita»
heonting (헌팅) < hunting
- kick board - «patinete»
kik-bodeu (킥보드) < kick + board
- manicure - «esmalte de uñas»
maenikyueo (매니큐어) < manicure
- meeting - «cita a ciegas en grupo»
miting (미팅) < meeting
- officetel - «un apartamento que también se puede utilizar como oficina»
opiseutel (오피 스텔) < office + hotel
- one shot - «de abajo hacia arriba»
wonsyat (원샷) < one + shot
- over - «cacarear, exagerar, ser exagerado»
obeo (오버) < over
- overeat - «vomitando»
obaiteu (오바이트) < overeat
- padding - «chaqueta/abrigo acolchado»
paeding (패딩) < padding
- panty stocking - «pantimedias»
paenti-staking (팬티스타킹) < panty + stocking
- poclain - «excavador»
pokeullein (포클레인) < Poclain
- pocket ball - «piscina, billar de bolsillo»
poket-bol (포켓볼) < pocket + ball
- pop song - «Música popular en inglés»
pap-song (팝송) < pop + song
- ribbon - «inclinarse»
ribon (리본) < ribbon
- sel-ca - «autofoto»
selka (셀카) < self + camera
- self - «tienda de autoservicio»
selpeu (셀프) < self
- sense - «tacto, ingenio»
senseu (센스) < sense
- sign pen - «rotulador»
sain-pen (사인펜) < sign + pen
- skin-scuba - «buceo y submarinismo»
seukin-seukubeo (스킨스쿠버) < skin + scuba
- soul food - «comida comfortable»
soul-pudeu (소울푸드) < soul + food
- villa - «condominio pequeño»
billa (빌라) < villa
- webtoon - «webcómic»
weptun (웹툰) < web + cartoon
- service - «gratis/en la casa»
seobiseu (서비스) < service

### Préstamos de Japón
Muchos préstamos ingresaron al coreano desde Japón, especialmente durante la ocupación forzada japonesa, cuando se prohibió enseñar y hablar coreano. Esas palabras konglish son préstamos de Wasei-eigo que se usan en Japón y, por lo tanto, son similares.
Un ejemplo simple sería cómo cambia el significado de la palabra en inglés «astuto» cuando se usa en una oración en konglish. En Corea del Sur, keonning significa hacer trampa, ya que la palabra prestada fue adaptada del engrish kanningu (カンニング), que significa «trampa». Las palabras en konglish pueden tener o no un significado similar al de la palabra original cuando se usan, y una marca conocida puede convertirse en una marca comercial generalizada y reemplazar la palabra general: los coreanos mayores tienden a usar la palabra babari («Burberry») o babari-koteu («abrigo de Burberry»), que proviene del japonés bābari-kōto (que significa «gabardina impermeable») para referirse a todas las gabardinas. Los abrigos hechos por Burberry se llaman beobeori-koteu (버버리 코트), en lugar de babari-koteu en coreano (como el nombre de marca, ingresado al idioma coreano directamente del inglés, es Beobeori).
En comparación con el japonés, tanto el inglés como el coreano tienen más vocales y permiten más consonantes coda. A menudo, cuando las palabras inglesas japonesas entran en el idioma coreano, las palabras inglesas «originales» de las que se derivan las palabras japonesas inglesas se trazan al revés y las palabras se desjapanizan (a veces con ultracorrección).
- ad-balloon - «globo de publicidad aérea»
aedeu-beollun (애드벌룬) < ado-barūn (アドバルーン /adobaɾɯꜜːɴ/) < ad + balloon
- after service, A/S - «servicio de atención al cliente», «garantía»
apeuteo seobiseu (애프터 서비스) < afutā-sābisu (アフターサービス /aɸɯ̥taːsaꜜːbisɯ/) < after + service
- apart - «edificio de apartamentos»
apateu (아파트) < apāto (アパート /apaꜜːto/) < apartment
- auto-bi - «motocicleta»
otobai (오토바이) < ōtobai (オートバイ /oːtoꜜbai/) < auto + bicycle
- back mirror - «espejo retrovisor»[19]
baegmireo (백미러) < bakku-mirā (バックミラー /bakkɯmiꜜɾaː/) < back + mirror
- bond - «pegamento, adhesivo»
bondeu (본드) < bondo (ボンド /boꜜndo/) < bond
- Burberry coat - «gabardina»
babari-koteu (바바리코트) < bābari-kōto (バーバリコート /baːbaɾikoꜜːto/, «gabardine raincoat») < Burberry coat
- career woman - «una mujer que trabaja»
keorieo-umeon (커리어우먼) < kyaria-ūman (キャリアウーマン /kʲaɾiaɯꜜːmaɴ/) < career + woman
- carrier - «maleta»
kaerieo (캐리어) < kyarībaggu (キャリーバッグ /kʲaɾiːbaꜜɡɡɯ/) < carrier + bag
- cider - «Lima-limón»
saida (사이다) < saidā (サイダー /saꜜidaː/) < cider
- circle - «club de estudiantes»
seokeul (서클) < sākuru (サークル /saːkɯɾɯ/) < circle
- complex - «inseguridad, sentimiento de inferioridad»
kompeullekseu (콤플렉스) < conpurekkusu (コンプレックス /kompɯɾeꜜkkɯ̥sɯ/) < complex
- concent - «tomas de corriente, enchufes»
konsenteu (콘센트) < konsento (コンセント /koꜜɰ̃sento/) < consentric plug
- cunning - «infiel»
keoning (커닝) o keonning (컨닝) < kanningu (カンニング /kaɲɲiŋɡɯ/) < cunning
- ero - «lascivo»
ero (에로) < ero (エロ /eɾo/) < erotic
- dash - «invitar a salir a alguien, acercarse, tomar la iniciativa (en las citas)»
daesi (대시) < dasshu (ダッシュ /daꜜɕɕɯ/, «dashing, rushing») < dash
- fancy - «papelería»
paensi (팬시) < fanshī-shōhin (ファンシー商品 /ɸaɰ̃ɕiːɕoꜜːhiɴ/; «illustrated goods») < fancy + Japanese «goods»
- fighting - «¡Ve, ve, ve!», «¡Buena suerte!», «¡Puedes hacerlo!»
paiting (파이팅) o hwaiting (화이팅) < faito (ファイト /ɸaito/) < fight
- gag man - «cómico»
gaegeu-man (개그맨) < gyagu-man (ギャグマン /ɡʲaɡɯmaɴ/) < gag + man
- gag woman - «cómica»
gaegeu-woman (개그우먼) < gyagu-ūman (ギャグウーマン /ɡʲaɡɯ.ɯꜜːmaɴ/) < gag + woman
- glamour - «una mujer rolliza»
geullaemeo (글래머) < guramā-gāru (グラマーガール /ɡɯɾamaːɡaꜜːɾɯ/) < glamour + girl
- key holder - «llavero»
ki-holdeo (키홀더) < kī-horudā (キーホルダー /kiːhoꜜɾɯdaː/) < key + holder
- handle - «Volante de dirección»
haendeul (핸들) < handoru (ハンドル /handoɾɯ/) < handle
- health club - «gimnasio»
helseu-keulleop (헬스클럽) < herusu-kurabu (ヘルスクラブ /heɾɯsɯ̥kɯꜜɾabɯ/) < health + club
- hotchkiss - «grapadora»
hochikiseu (호치키스) < hochikisu (ホチキス /hoꜜtɕi̥kisɯ/) < American brand name E. H. Hotchkiss Company
- machine - «máquina de coser»
mising (미싱) < mishin (ミシン /miꜜɕiɴ/) < machine
- mass-com - «medio de comunicación de masas»
maeseukeom (매스컴) < masukomi (マスコミ /masɯ̥komi/) < mass + communication
- morning call - «llamada de atención»
moning-kol (모닝콜) < mōningu-kōru (モーニングコール /moːniŋɡɯkoꜜːɾɯ/) < morning + call
- one-piece - «vestido»
wonpiseu (원피스) < wanpīsu (ワンピース /ɰampiꜜːsɯ/) < one + piece
- one-room - «apartamento de estudio»
wollum (원룸) < wanrūmumanshon (ワンルームマンション /ɰanɾɯːmɯmaꜜɰ̃ɕoɴ/) < one + room + mansion
- open car - «descapotable»
opeun-ka (오픈카) < ōpun-kā (オープンカー /oːpɯŋkaː/) < open + car
- remo-con - «control remoto»
rimokeon (리모컨) < rimokon (リモコン /ɾimokoɴ/) < remote + control
- report - «papel a plazo»
ripoteu (리포트) < repōto (リポート /ɾipoːto/) < report
- rinse - «acondicionador de cabello»
rinseu (린스) < rinsu (リンス /ɾiꜜɰ̃sɯ/) < cream rinse
- running machine - «cinta de correr»
reoning-meosin (러닝머신) < ranningu-mashīn (ランニングマシーン /ɾaɲɲiŋɡɯmaɕiꜜːɴ/) < running + machine
- service - «algo que es gratis»[20]
seobiseu (서비스) < sābisu (サービス /saꜜːbisɯ/) < service
- sharp - «portaminas»[19]
syapeu (샤프) < shāpupenshiru (シャープペンシル /ɕaːpɯpeꜜɰ̃ɕiɾɯ/) < sharp + pencil
- sign - «autógrafo»
sain (사인) < sain (サイン /saꜜiɴ/) < sign
- skinship - «contacto físico»
seukinsip (스킨십) < sukinshippu (スキンシップ /sɯ̥kiɰ̃ɕiꜜppɯ/) < skin + -ship
- SNS - «medios sociales»
eseu-en-eseu (에스엔에스) < esu-enu-esu (エスエヌエス /esɯenɯesɯ/) < social + networking + service
- stand - «lámpara de escritorio»
seutaendeu (스탠드) < sutando (スタンド /sɯ̥tando/) < stand
- super - «tienda de la esquina»[21]
syupeo (슈퍼) < sūpā (スーパー /sɯꜜːpaː/) < supermarket
- talent - «actor de drama televisado»
taelleonteu (탤런트) < tarento (タレント /taɾento/) < talent
- tape cleaner - «quita pelusas»
teipeu keullineo (테이프 클리너) < tēpu-kurīnā (テープクリーナー /teːpɯ̥kɯɾiꜜːnaː/) < tape + cleaner
- trump card - «naipes»
teureompeu kadeu (트럼프 카드) < toranpu kādo (トランプ・カード /toɾampɯ kaꜜːdo/) < trump + card
- two piece - «falda o pantalón y un top»[19]
tupiseu (투피스) < tsūpīsu (ツーピース /tsɯːpiꜜːsɯ/) < two + piece
- vinyl house - «casa verde»[21]
binil-hauseu (비닐하우스) < binīru-hausu (ビニールハウス /biniːɾɯhaꜜɯsɯ/) < vinyl + house
- Y-shirt - «camisa de vestir»
wai-sheocheu (와이셔츠) < wai-shatsu (ワイシャツ /ɰaiɕatsɯ/) < white shirt

### Préstamos pseudo-konglish
Algunas palabras de origen extranjero, como areubaiteu (아르바이트, «tiempo parcial»), una palabra prestada del alemán Arbeit (/ˈar.baɪ̯t/, «trabajo»), a veces se confunden se consideran konglish y se corrigen en formas de préstamos en inglés «precisos», como pateutaim (파트타임).

### Pseudoanglicismo
Muchas palabras en konglish pueden considerarse pseudoanglicismos ya que siguen ciertos rasgos: use palabras nativas junto con un sufijo en inglés como -ting o -ism para crear una palabra que no existe en el idioma inglés. La palabra «lucha» (화이팅) es un ejemplo de esto. Palabras como «Burberry» (바바리) se inventan por otros medios debido a elementos sociales o culturales. El uso de «Burberry»(바바리) sobre gabardinas se puede comparar con el uso de Kleenex sobre papel tisú.

### Amigos falsos
Si bien las palabras en inglés pueden haber llegado a Corea a través de la globalización, la modernización, etc.), los factores sociales y lingüísticos tuvieron un impacto en el cambio de significado de las palabras introducidas a medida que se propagaban por la comunidad. un ejemplo de falso amigo coreano es «encuentro» (소개팅) que en coreano significa «cita a ciegas».

### Nombres de apartamentos
Una tendencia en la denominación de edificios de apartamentos en Seúl es combinar palabras en inglés porque los desarrolladores creen que esto mejorará la «imagen de marca» de las propiedades. Algunos ejemplos de nombres de apartamentos con palabras en inglés combinadas incluyen: Luxtige, Blesstige, Tristige y Forestige, XI; estas palabras son combinaciones de lujo, bendición, prestigio, trinidad, bosque, extra e inteligencia.

## Crítica
El uso creativo del idioma inglés por parte de los coreanos que aprenden inglés como lengua extranjera también se conoce como Konglish. El uso de palabras en inglés en la conversación diaria, la publicidad y el entretenimiento se considera moderno y genial. Sin embargo, este uso a menudo puede dar lugar a malentendidos debido a problemas de pronunciación, gramática o vocabulario.
El uso moderno de Konglish ya ha creado una división lingüística entre Corea del Norte y Corea del Sur. Los desertores norcoreanos pueden tener problemas para integrarse en la sociedad surcoreana porque gran parte del Konglish que se usa allí no se usa en Corea del Norte. Esto puede generar confusión, malentendidos y retrasos en la integración en la sociedad. Esta no es la única causa de la división lingüística entre las dos naciones, ya que algunas palabras coreanas también se usan de manera diferente entre los dos países. Si bien existen problemas de Konglish entre el norte y el sur, también existen entre lo metropolitano y lo rural. Ahn Jung-hyo, un traductor coreano-inglés que es autor de «A False English Dictionary», fue conocido por decir que el uso inadecuado del konglish en otros países probablemente traerá vergüenza a Corea. Sin embargo, John Huer, columnista de Korea Times, señaló el uso del konglish como una de sus «10 cosas más maravillosas sobre Corea». En su opinión, era ingenioso e inteligente. Sin embargo, después de ese artículo, Huer criticó a los coreanos por su mal inglés y el uso inadecuado de los préstamos. El uso moderno de Konglish podría incluso verse como arte, sin embargo, existe una diferencia entre el uso cultural de una palabra como «¡Luchando!» y la mala gramática y vocabulario que se ven en carteles, paquetes y televisión en Corea. Sebastian Harrisan ha sugerido que llamar a este tipo de cosas Konglish enmascara el problema de la educación en inglés en Corea. El gobierno coreano ha sido criticado por grupos cívicos por su uso del konglish en lemas y por centrarse demasiado en la educación en inglés. Sienten que el gran énfasis en el inglés dañará el idioma coreano y no beneficiará la competitividad internacional. Por el contrario, Jasper Kim, profesor de derecho en la Universidad de Mujeres Ewha, escribió que Konglish es necesario en un contexto global y que la estricta adherencia a las reglas gramaticales no debería prevalecer sobre la transmisión del mensaje.
La difusión del konglish en el idioma coreano se ha citado como una razón para aumentar la exposición de los coreanos a hablantes nativos de inglés, especialmente durante su tiempo educativo. Los coreanos que instruyen a otros pueden llevar a cimentar errores en el idioma. Una planificación deficiente en el sistema educativo puede resultar en la elección de profesores coreanos no cualificados para enseñar inglés con poco o ningún tiempo para prepararse. Estos profesores terminan usando Konglish en el aula. Incluso los profesores que se preparan pueden acabar utilizando materiales oficiales que contienen numerosos errores y Konglish. Esto puede crear una sensación de confusión hacia el aprendizaje del inglés estructural y técnicamente correcto. Los estudiantes ven a los maestros como ejemplo y si los maestros cometen errores, estos se los transmiten. La cuestión del mal Konglish se ha planteado en relación con el turismo. Existe la preocupación de que el inglés deficiente en letreros, folletos, sitios web o en otros medios pueda hacer que los turistas encuentren otro destino. Esta es una preocupación no solo en lugares pequeños o remotos, sino incluso en lugares internacionales importantes como el aeropuerto de Incheon. Cuando el aeropuerto se abrió al público por primera vez, se encontró que más de 49 letreros contenían errores en inglés. Además de mantener alejados a los turistas, el uso del konglish puede provocar la ruptura de acuerdos comerciales. Los malentendidos pueden llevar a un socio comercial extranjero a perder la confianza en una empresa coreana. En 2010, una encuesta mostró que el 44% de los gobiernos locales de Corea del Sur usaban una frase en inglés en su eslogan de marketing. Los lemas en ese momento incluían: Lucky Dongjak, Dynamic Busan, Yes Gumi, Colorful Daegu, Ulsan for You, Happy Suwon, New Start! Yesan, Super Pyeongtaek, Hi-Touch Gongju, Nice Jecheon y Just Sangju.
También ha habido debates sobre si adoptar el inglés como otro idioma nacional en Corea sería perjudicial para el país, ya que podría destruir la identidad nacional de Corea del Sur. Con el fin de aceptar la importancia de aprender inglés para el globalismo y proteger el idioma y la identidad de Corea, muchas instituciones coreanas alentaron al gobierno a adoptar el inglés como idioma público en lugar de idioma oficial para la flexibilidad cultural y la familiaridad con el inglés.